# Clypeocarta altipeta
Clypeocarta altipeta är en insektsart som beskrevs av Victor Lallemand och Synave 1955. Clypeocarta altipeta ingår i släktet Clypeocarta och familjen spottstritar. Inga underarter finns listade i Catalogue of Life.